# ورقة 2000 روبية هندية
أصدر البنك الاحتياطي الهندي ورقة الـ 2000 روبية هندية في 8 نوفمبر 2016. كان إدخال هذه الفئة من الروبية الهندية جزءًا من عملية سحب النقود التي قامت بها الحكومة والتي تهدف إلى الحد من الفساد ونشاط السوق السوداء والعملة المزيفة. وفي نفس اليوم، أعلنت الحكومة الهندية إلغاء الأوراق النقدية الحالية من فئة 500 روبية و1000 روبية. كان الهدف من إلغاء تلك الفئات هو إبطال الأوراق النقدية القديمة لتعطيل الأنشطة غير القانونية وتعزيز التحول نحو المعاملات الرقمية.
في البداية، كان تداول الورقة النقدية بقيمة 2000 روبية محدودًا بسبب عملية سحب النقود وما تلاها من إعادة معايرة أجهزة الصراف الآلي وأنظمة توزيع النقد. ومع ذلك مع تطور العملية، أصبحت تلك الفئة متاحة للتداول على نطاق أوسع.

## التاريخ
أصدر بنك الاحتياطي الهندي ورقة الـ 2000 روبية هندية في 8 نوفمبر 2016 بعد إلغاء تداول الأوراق النقدية بقيمة 500 و1000 روبية هندية، وتم تداولها منذ 10 نوفمبر 2016. أتت تلك الفئة كجزء من سلسلة الأوراق النقدية الجديدة للمهاتما غاندي بتصميم جديد تمامًا.
وكانت هذه أعلى ورقة نقدية يطبعها بنك الاحتياطي الهندي والتي كانت متداولة بشكل نشط، منذ أن تم إلغاء تداول الورقة النقدية بقيمة 1000 روبية في نوفمبر 2016. ذكرت وسائل الإعلام قبل الإعلان الرسمي من قبل بنك الاحتياطي الهندي أنه سيتم طباعة أوراق نقدية بقيمة 2000 روبية هندية من مطبعة العملة في ميسورو بحلول نهاية أكتوبر 2016. وبعد إلغاء الأوراق النقدية الهندية عام 2016، أعلن بنك الاحتياطي الهندي عن سبع أوراق نقدية جديدة هي 2000 روبية هندية، و500 روبية هندية، و200 روبية هندية، و100 روبية هندية، و50 روبية هندية، و20 روبية هندية، و10 روبية هندية.
وفقًا لبيانات بنك الاحتياطي الهندي، كان هناك 3،285.87 مليون قطعة من الأوراق النقدية بقيمة 2000 روبية هندية متداولة في نهاية مارس 2017. وبعد مرور عام (في 31 مارس 2018)، لم تكن هناك سوى زيادة هامشية في العدد حيث بلغ 3,363.28 مليون قطعة. من إجمالي العملة المتداولة البالغة 18.037 مليار روبية هندية في نهاية مارس 2018، شكلت الأوراق النقدية بقيمة 2000 روبية هندية 37.3 في المائة، بانخفاض 50.2 في المائة في نهاية مارس 2017.  وانخفضت الحصة إلى 22.6 في المائة في نهاية مارس 2020. 
صدرت الورقة النقدية بقيمة 2000 روبية كحل سريع لتوفير تداول كافٍ للعملة. ومع توفر فئات أقل في التداول، قامت الحكومة الهندية وبنك الاحتياطي الهندي بسحب الأوراق النقدية بقيمة 2000 روبية هندية من التداول.
أوقف بنك الاحتياطي الهندي طباعة الأوراق النقدية بقيمة 2000 روبية هندية تحت الأساس المنطقي القائل بأن الورقة النقدية بقيمة 2000 روبية هندية تم استخدامها للاكتناز والتهرب الضريبي ولم تتم طباعة أي أوراق نقدية جديدة من هذه الفئة خلال السنة المالية 2019-20.

### السحب
في 20 مايو 2023، أعلن بنك الاحتياطي الهندي قراره بسحب الأوراق النقدية بقيمة 2000 روبية هندية من التداول. وعلى الرغم من ذلك، ستظل الأوراق النقدية عملة قانونية ويمكن استبدالها أو إيداعها في الحسابات المصرفية حتى 30 سبتمبر 2023، وبعد ذلك يتم إلغاء تداول تلك الورقة النقدية.
بالإضافة إلى ذلك، صدرت تعليمات للبنوك بعدم إصدار أوراق نقدية بقيمة 2000 روبية وزيادة عدد موظفيها ومكاتبها للتعامل مع الزيادة المتوقعة في المعاملات. وأوضحت الحكومة أن هذا الإجراء ليس هدفه "إلغاء النقود". ومع ذلك، أثار هذا الإعلان بعض القلق بين الجمهور مع إجراء مقارنات مع مبادرة سحب النقود السابقة. وفي حين أشاد بعض المشرعين في حزب بهاراتيا جاناتا بهذه الخطوة باعتبارها "ضربة جراحية ثانية على الأموال السوداء"، يرى زعماء المعارضة أن قرار سحب الأوراق النقدية في عام 2016 كان معيبًا وأن هذا الإجراء الأخير هو اعتراف بهذا الخطأ. بعد إعلان الحكومة، ظهرت تقارير عن أفراد يستخدمون أوراقًا نقدية بقيمة 2000 روبية لتسديد الدفعات في محطات البنزين والمحلات التجارية في محاولة للتخلص منها.
أبلغ بنك الاحتياطي الهندي في 1 سبتمبر 2023 أن 93% من الأوراق النقدية بقيمة 2000 روبية بقيمة 3.32 ألف كرور روبية قد تم إعادتها إلى النظام المصرفي، وبالتالي بلغت قيمة الأوراق النقدية المتداولة بقيمة 2000 روبية 0.24 ألف روبية عند نهاية الربع في 31 أغسطس 2023.
في 30 سبتمبر 2023، أبلغ بنك الاحتياطي الهندي أن 96% من الأوراق النقدية بقيمة 2000 روبية بقيمة 3.42 كرور روبية قد أُعيدت إلى النظام المصرفي، وبالتالي بلغت قيمة الأوراق النقدية المتداولة بقيمة 2000 روبية 0.14 كرور روبية.   قام بنك الاحتياطي الهندي بتمديد الموعد النهائي للإيداع/التبادل حتى 7 أكتوبر 2023، وبعد ذلك يمكن للأفراد تبادله في مكاتب الإصدار الـ 19 لبنك الاحتياطي الهندي فقط.
في 1 نوفمبر 2023، أبلغ بنك الاحتياطي الهندي أنه تم إرجاع 97٪ من الأوراق النقدية بقيمة 2000 روبية إلى النظام المصرفي، ومع ذلك، لا تزال الأوراق النقدية بقيمة 2000 روبية بقيمة 10000 كرور روبية متداولة مع الجمهور، عند نهاية الربع في 31 أكتوبر 2023.    
في 1 ديسمبر 2023، أبلغ بنك الاحتياطي الهندي أن 97.26% من الأوراق النقدية بقيمة 2000 روبية قد عادت إلى النظام المصرفي، ومع ذلك، لا تزال الأوراق النقدية بقيمة 2000 روبية بقيمة 9760 كرور روبية متداولة مع الجمهور، عند نهاية الربع في 30 نوفمبر 2023.   قال بنك الاحتياطي الهندي (RBI) إن 2000 ورقة نقدية لا تزال بمثابة عملة قانونية. 

## التصميم
أتت الورقة النقدية الجديدة بقيمة 2000 روبية هندية بتصميم أبعاده 66 مم × 166 ملم باللون الأرجواني، مع الجانب الآخر الذي يحمل صورة للمهاتما غاندي، وشعار عمود أشوكا، وتوقيع محافظ بنك الاحتياطي الهندي. كما احتوي التصميم على طباعة برايل لمساعدة ذوي الإعاقة البصرية في التعرف على العملة. ويتميز الجانب الخلفي بزخرفة مهمة المتتبع المريخي، التي تمثل أول مهمة فضائية للهند بين الكواكب، وشعارحملة سواتش بارات.

### ميزات الأمان

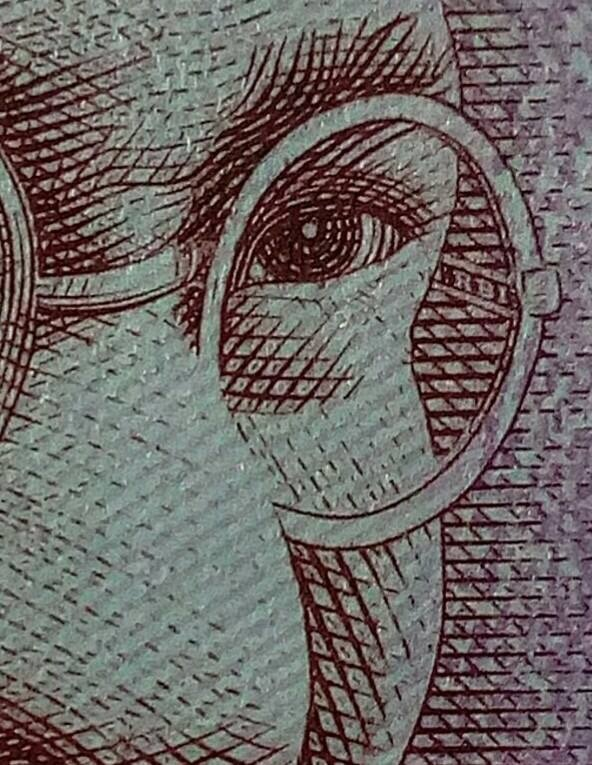
منظر مجهري لورقة العملة الهندية بقيمة 2000 روبية هندية تظهر الطباعة الدقيقة لأحرف "RBI" الممثلة لبنك الاحتياطي الهندي.

تحتوي الأوراق النقدية بقيمة 2000 روبية هندية على ميزات أمان متعددة، مدرجة أدناه: 
- رقم تسجيلي شفاف برقم تسلسلي بقيمة 2000 روبية هندية.
- صورة كامنة برقم مذهبي 2000 روبية هندية.
- الرقم المذهبي २००० معروض بالخط الديفناغاري.
- الحروف الصغيرة "RBI" و"2000" على الجانب الأيسر من الورقة النقدية
- خيط أمان ذو نافذة يحمل نقوش "भारत"، وRBI، و₹2000 على الأوراق النقدية، مع تغيير اللون. يتغير لون الخيط من الأخضر إلى الأزرق عند إمالة الملاحظة
- بند الضمان، وتوقيع المحافظ مع بند الوعد، وشعار بنك الاحتياطي الهندي على الجانب الأيمن
- رقم طائفي مع رمز الروبية  بالحبر المتغير اللون (الأخضر إلى الأزرق) في أسفل اليمين
- شعار عمود أشوكا على يمين صورة المهاتما غاندي والعلامة المائية (2000)
- لوحة أرقام بها أرقام تنمو من الصغيرة إلى الكبيرة في الجانب العلوي الأيسر والجانب الأيمن السفلي.
- نقش غائر (طباعة بارزة) لضعاف البصر لصورة المهاتما غاندي، وشعار عمود أشوكا، وخطوط التسييل وعلامة الهوية
- مستطيل أفقي مع طباعة بارزة بقيمة 2000 روبية هندية على اليمين
- سبعة خطوط تسييل زاويّة على الجانب الأيسر والأيمن بطباعة بارزة (الوجه)
- سنة طباعة الورقةعلى اليسار (الظهر)

### اللغات
مثل الأوراق النقدية الأخرى للروبية الهندية، كُتبت قيمة الورقة النقدية بقيمة 1 روبية هندية بـ 17 لغة. كُتبت القيمة على الوجه باللغتين الإنجليزية والهندية، بينما يُظهر الوجه الآخر قيمة الورقة بـ 15 لغة من أصل 22 لغة رسمية في الهند معروضة بالترتيب الأبجدي. شملت اللغات المدرجة الأسامية، والبنغالية، والغوجاراتية، والكانادية، والكشميرية، والكونكانية، والمالايالامية، والماراثية، والنيبالية، والأودية، والبنجابية، والسنسكريتية، والتاميلية، والتيلجو والأردية. (أُضيفت لغة برايل إلى الأوراق النقدية الجديدة لضعاف البصر).
| قيمة الورقة النقدية باللغات الرسمية على الوجه الأول (في أسفل كلا الطرفين) | قيمة الورقة النقدية باللغات الرسمية على الوجه الأول (في أسفل كلا الطرفين) |
| اللغة                                                                     | قيمة الـ 2000 روبية هندية                                                 |
| ------------------------------------------------------------------------- | ------------------------------------------------------------------------- |
| الإنجليزية                                                                | ألف روبية                                                                 |
| الهندية                                                                   | एक हज़ार रुपये                                                                |
| قيمة الورقة النقدية باللغات الأخرى على الوجه الآخر (في أسفل كلا الطرفين)  |                                                                           |
| الأسامية                                                                  | এহেজাৰ টকা                                                                   |
| البنغالية                                                                 | এক হাজার টাকা                                                                 |
| الغوجاراتية                                                               | એક હજાર રૂપિયા                                                                |
| الكانادا                                                                  | ಒಂದು ಸಾವಿರ ರುಪಾಯಿಗಳು                                                              |
| الكشميري                                                                  | ساس رۄپیہِ                                                                 |
| الكونكانية                                                                | एक हजार रुपया                                                                |
| المالايالامية                                                             | ആയിരം രൂപ                                                                    |
| المهاراتية                                                                | एक हजार रुपये                                                                |
| النيبالية                                                                 | एक हजार रुपियाँ                                                                |
| أوديا                                                                     | ଏକ ହଜାର ଟଙ୍କା                                                                |
| البنجابية                                                                 | ਇਕ ਹਜ਼ਾਰ ਰੁਪਏ                                                                |
| السنسكريتية                                                               | सहस्रं रूप्यकाणि                                                                |
| التاميل                                                                   | ஆயிரம் ரூபாய்                                                                  |
| التيلجو                                                                   | వెయ్యి రూపాయలు                                                                  |
| الأردية                                                                   | ایک ہزار روپیے                                                            |